# Барак (пас)
Босански оштродлаки гонич - барак, је пас пореклом из Босне и Херцеговине. Када је 19. јуна 1965. године признат од стране међународне кинолошке федерације (ФЦИ), био је познат као илирски гонич, а име је касније промењено у босански оштродлаки гонич - барак. Осим међународне кинолошке федерације и уједињеног кинолошког савеза, ову пасмину не признаје ниједан други значајнији кинолошки савез, са енглеског говорног подручја. Висина мужјака је од 46 до 56, а идеално је 52 цм. Женке су нешто мање. Што се тиче килограма, барак је тежак од 16 до 24 кг, а идеална тежина је 20 кг.

## Историја
Босански оштродлаки гонич је првобитно био познат као илирски гонич, име које је упућивало на предсловенски народ који је живео на подручју где је раса развијена. Модерна пасмина потиче од различитих домородачких паса укрштаних са италијанским ловачким псима током 1890-тих година. Циљ је био стварање пса који је ефикасан као трагач по крви али који је нешто мањи од савремених гонича. Могуће је да је истарски краткодлаки гонич играо улогу у стварању ове расе. Барак је непознат ван граница Босне и Херцеговине.

## Карактеристике пса

### Нарав
Барак је намењен за лов на крупну дивљач. Овај пас је генерално пријатељски настројен и слаже се са децом и постоји могућност да одрасте са мањим животињама као што су мачке. Барак је посвећен свом задатку и свом власнику. Потребна им је обука и социјализација како би се слагали са странцима, а понекад и са другим псима. Што се тиче лајања, ова раса је гласнија (има звучан и дубок лавеж) у односу на друге пасмине, што се може умањити правилном обуком.Заштитнички је настројен, привржен и понекад тврдоглав.

### Општи изглед
Барак је снажан пас са широким и пуним - мишићавим леђима. Очи су крупне, овалне, кестењасте боје, паметног и веселог израза. Уши су средње високо усађене, средње дуге и широке. Према врху су тање и заокружене, право висе, нешто пуније. Реп је средње високо усађен, у корену дебљи, према врху се сужава и допире до скочног зглоба или га мало прелази. Добро је одлакан, а ношен је нешто мало нагоре повијен. Длака барака је дуга, оштра и растресито стршећа, са густом подлаком. Основна боја је пшенично жута, жутоцрвена, земљаносива, тамносива. Често са белим површинама по глави у облику лисе, носнику, подвратку, грудима, доњим деловима ногу или на врху репа. Боја може бити комбинована од наведених - двобојни или тробојни пси.

## Нега и здравље
Упркос томе што има дугу длаку, барак не захтева претерану негу. Четкати га треба једном или пар пута недељно. Они сами себе одржавају чистим, тако да га треба купати само када је нарочито испрља или када смрди. Треба обратити пажњу на његове уши, пошто су њихов пресавијени тип, величина и длакавост елементи који заједно могу бити потенцијално место за инфекцију. Стога уши треба редовно проверавати. Такође, потребно им је проверавати и подрезивати нокте по потреби, као и барем једном недељно прати зубе.
Ово је прилично здрава раса, а од здравствених проблема могу се јавити дисплазија кука и лактова, проблеми са очима.
Животни век ове пасмине је од 12 до 15 година.